# Бакенранеф
Бакенранеф (на гръцки: Бокхорис) е втори и последен фараон от Двадесет и четвърта династия на Древен Египет през Трети преходен период на Древен Египет.

## Произход и управление
Бакенранеф е наследник (може би и син) на Тефнахт I и управлява от Саис части от Долен Египет в продължение на 5 или 6 години, ок. 720 – 716/714 г. пр.н.е. или 725 – 719 г. пр.н.е.
Според Диодор Сицилийски, Бакенранеф е един от шестимата големи законодатели в историята на Египет. Античните гръцки истории го представят като справедлив и мъдър съдия и създател на най-хуманните закони за това време – забранил египтяни да бъдат поробвани заради дългове. От друга страна споменават също, че бил алчен и слаб физически, а външния му вид вдъхвал презрение.
Според Манетон, по времето на Бакенранеф агне предсказало, че асирийците ще завладеят Египет. Бакенранеф вероятно е свален и екзекутиран от нубийския фараон Шабака.